# Edoardo Pulciano
Edoardo Pulciano (* 18. November 1852 in Turin; † 25. Dezember 1911 in Genua) war ein italienischer römisch-katholischer Geistlicher und Erzbischof von Genua.

## Leben
Er entstammte einer adeligen piemontesischen Familie, die aus Castellazzo Bormida kam, und war der Sohn des Hofarchivars Pietro Pulciano und dessen Ehefrau Emilia Mangiardi. Nach dem Studium der klassischen Sprachen und des Hebräischen wurde er am 17. November 1873 von der Universität Turin zum Dr. theol. promoviert. Im November 1824 wurde er Lehrbeauftragter für Hebräische Sprache am Priesterseminar von Turin. Edoardo Pulciano empfing am 22. Mai 1875 die Priesterweihe und wurde zum Kanoniker der Turiner Kollegiatkirche Santissima Trinità berufen. Am 16. Februar 1886 bestellte der Erzbischof von Turin, Gaetano Kardinal Alimonda, ihn zum Generalvikar für das Erzbistum Turin.
Papst Leo XIII. berief ihn am 14. März 1887 zum Bischof von Casale Monferrato. Die Bischofsweihe spendete ihm am 15. Mai 1887 der Erzbischof von Turin Gaetano Kardinal Alimonda; Mitkonsekratoren waren Celestino Matteo Fissore, Erzbischof von Vercelli, und Giovanni Battista Bertagna, Weihbischof in Turin. Am 11. Juli 1892 wurde Edoardo Pulciano zum Bischof von Novara ernannt. Am 16. November 1901 wurde er Erzbischof von Genua.
Nach seinem plötzlichen Tod wurde er am 28. Dezember 1911 zunächst in der Kapelle des Seminars von Chiappeto beigesetzt. Im Jahr 1965 wurden seine sterblichen Überreste in das Baptisterium der Kathedrale von Genua überführt.